# Sam Clucas
Samuel Raymond "Sam" Clucas (Lincoln, Anglia, 1990. szeptember 25. –) angol labdarúgó, aki jelenleg a Stoke Cityben játszik, középpályásként.

## Pályafutása

### Korai évek
Clucas tízéves korában került a Leicester City ifiakadémiájára, de onnan 16 éves korában eltanácsolták. Ezután rövid ideig a Central Midlands Football League-ben szereplő Nettleham játékosa lett. A 2009/10-es szezon elején sikeres próbajáték után a Lincoln Cityhez igazolt. Próbajátéka alatt pályára lépett a Lincolnshire Senior Cup döntőjében, ahol csapata kikapott a Scunthorpe United ellen. Az első csapatban 2009. szeptember 1-jén, egy Darlington ellen Football League Trophy-meccsen mutatkozott be. Decemberben a csapat menedzsere, Chris Sutton bejelentette, hogy két másik játékossal együtt átadólistára helyezi Clucast.
2010 márciusában kölcsönvette volna a Lincoln Moorlands Railway, de a Northern Counties East Football League szabályai nem tették lehetővé, hogy az ott szereplő csapatok rövid időre kölcsönvegyenek olyan játékosokat, akiknek szerződésük van egy a The Football League-ben szereplő csapattal. 2010 nyarán a Lincoln City ingyen elengedte. Ezután sikeresen felvételt nyert a Glenn Hoddle által alapított akadémiára, ekkor került a Jerez Industrialhoz, melynek szerződése volt az akadémiával. 2011 novemberében, sikerek próbajáték után a Hereford Unitedhez szerződött.

### Mansfield Town
2013. június 21-én a Mansfield Town 20 ezer fontért leigazolta. A Crewe Alexandra is szerette volna megszerezni, de végül nemet mondott, mert Mansfield közelebb van szülővárosához, Lincolnhoz.

### Chesterfield
2014. szeptember 1-jén, az átigazolási időszak utolsó napján a Chesterfield ismeretlen összeg ellenében leigazolta Clucast, aki hároméves szerződést írt alá a csapattal.

### Hull City
2015. július 27-én három évre aláírt a másodosztályú Hull Cityhez. Az átigazolás összegét a felek nem hozták nyilvánosságra, de egyes források szerint 1,3 millió fontot fizetett érte új klubja. A szezon első napján, a Huddersfield Town ellen mutatkozott be, gólt szerezve. Az idény végén csapata feljutott a Premier League-be. 2016. augusztus 13-án, a Leicester City ellen lépett pályára először az első osztályban. Négy nappal később új, hároméves szerződést írt alá csapatával.

### Swansea City
2017. augusztus 23-án ingyen szerezte meg a Swansea City.

### Stoke City
2018. augusztus 9-én 6 millió fontért igazolta le a Stoke City csapata.

## Válogatott pályafutása
Clucas egy alkalommal szerepelt az angol C válogatottban, Bermuda ellen, 2013. június 6-án.

## Sikerei

### Hull City
- A Football League Championship rájátszásának győztese: 2015/16[20]

## Külső hivatkozások
- Sam Clucas pályafutásának statisztikái a Soccerbase oldalon (angolul)